# Sedum atratum
Sedum atratum är en fetbladsväxtart som beskrevs av Carl von Linné. Sedum atratum ingår i Fetknoppssläktet som ingår i familjen fetbladsväxter. Inga underarter finns listade i Catalogue of Life.

## Bildgalleri

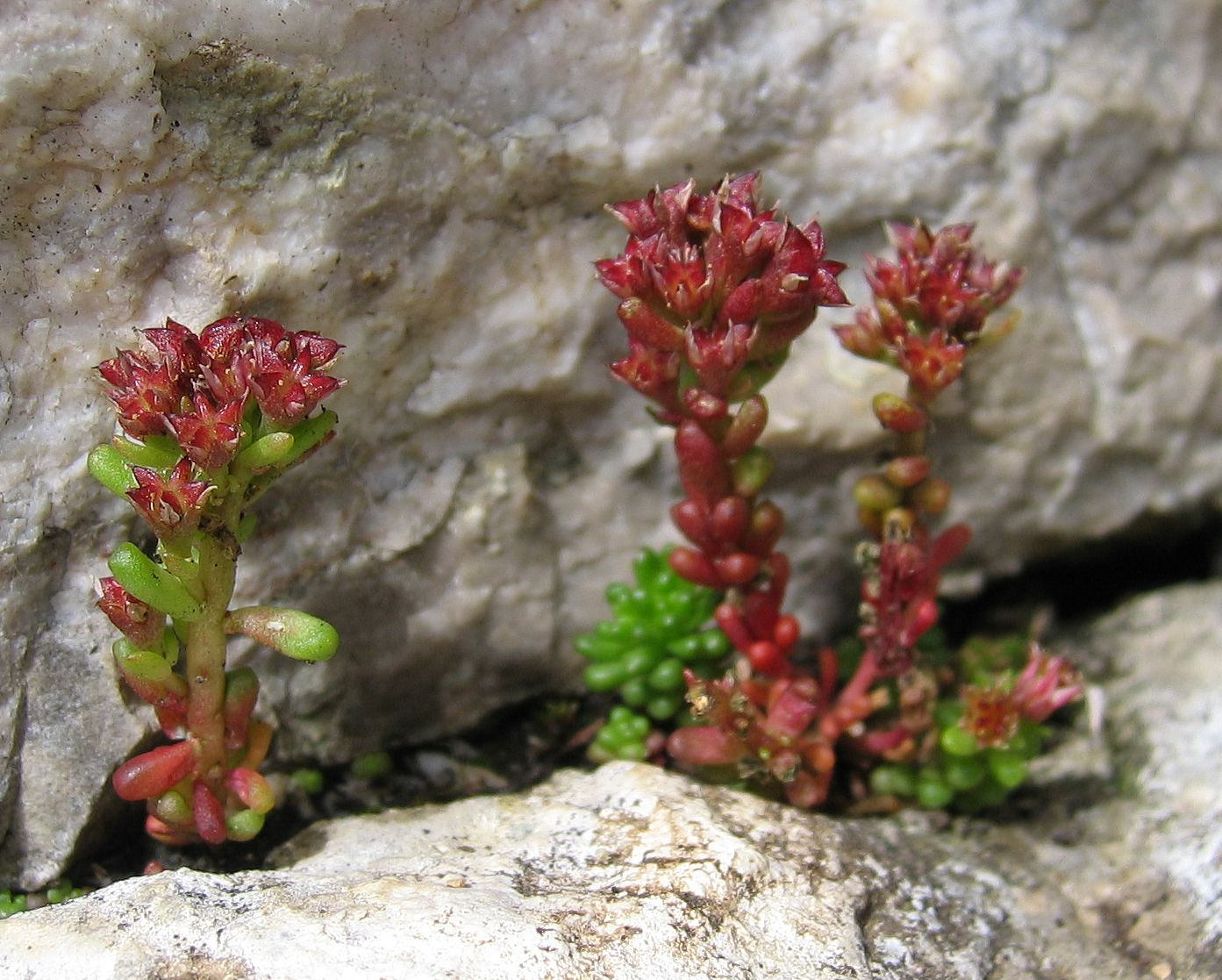
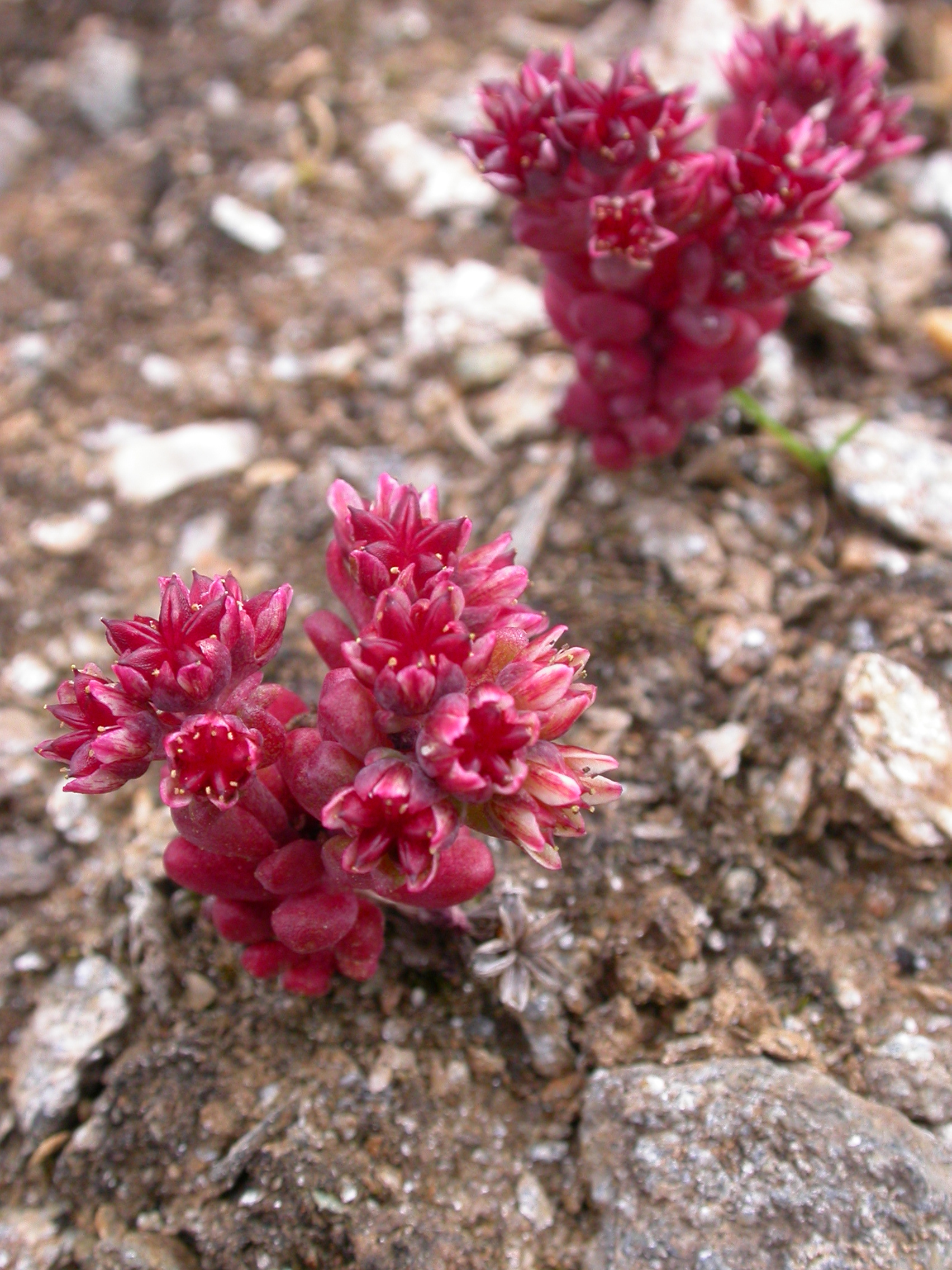
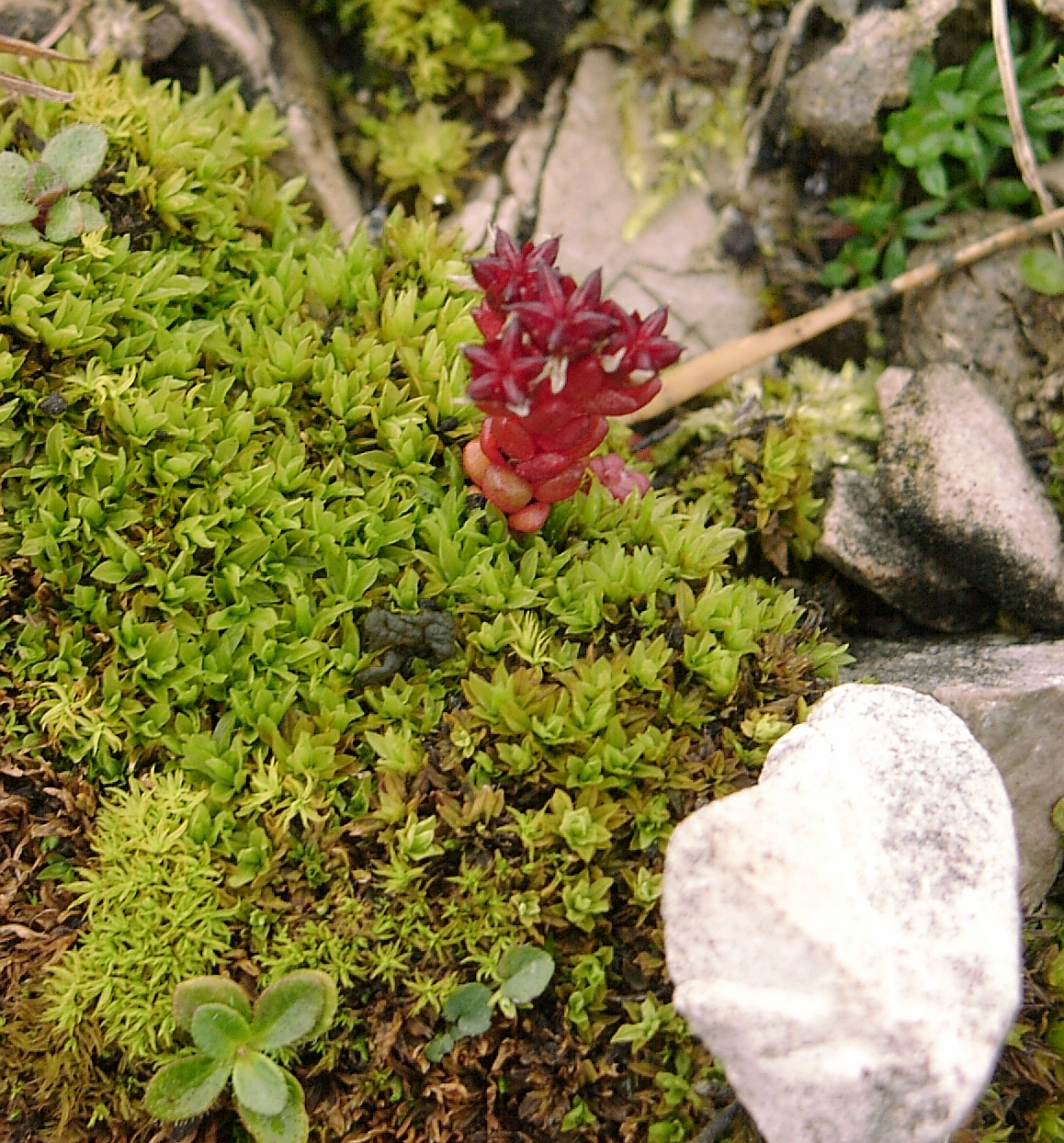
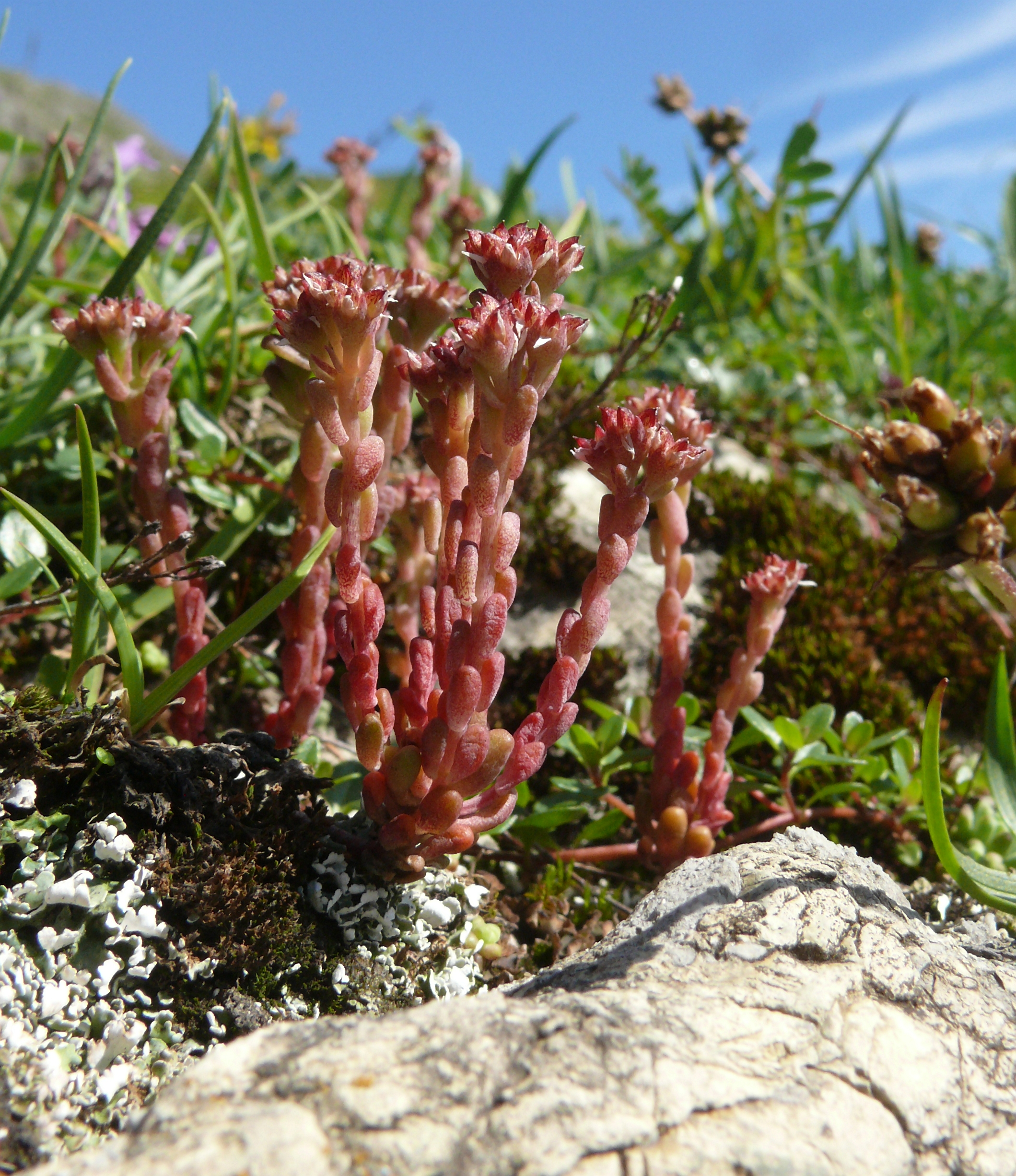
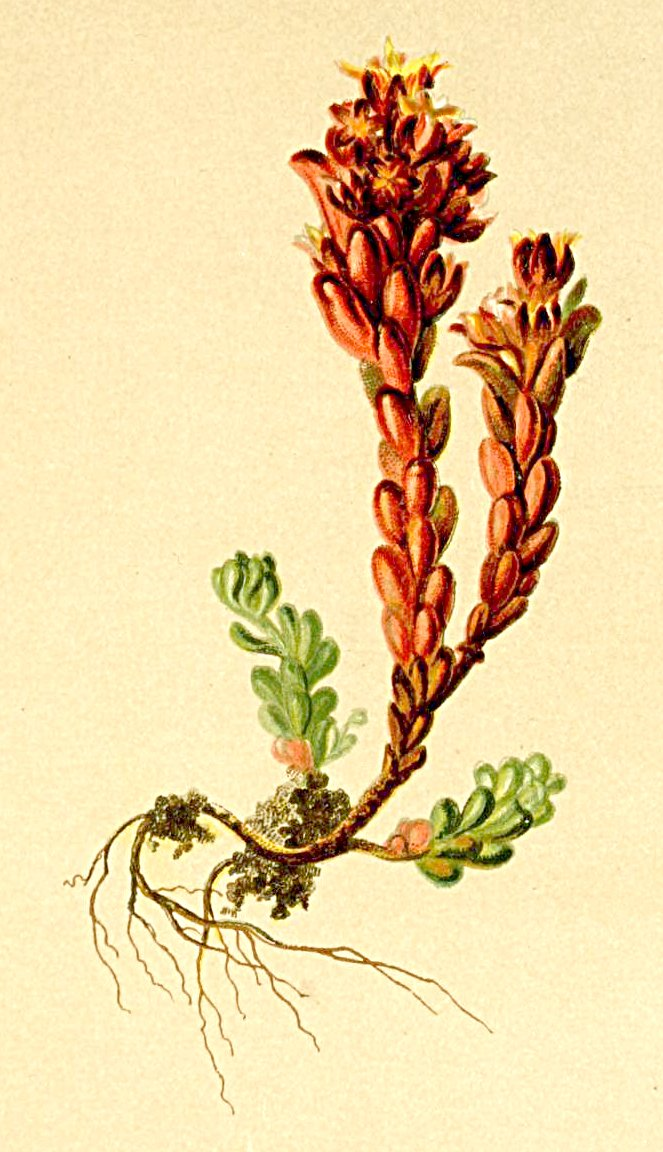